# Tarso Toon
Le Tarso Toon est un volcan bouclier du Tchad situé au centre du massif du Tibesti et culminant à 2 575 mètres d'altitude. C'est l'un des plus anciens volcans du massif.